# Egotrue
Egotrue – polski zespół hip-hopowy. Powstał w 2009 roku w Tomaszowie Lubelskim z inicjatywy rapera i producenta Pawła „Emesa” Kudry oraz, także rapera Wojciecha „Zen” Janickiego. Debiutancki materiał formacji – nielegal zatytułowany W drodze do jutra ukazał się we wrześniu 2012 roku nakładem oficyny So Fresh Label. Na płycie wśród gości znaleźli się Lonia, Maciej Żuk, Misiek, Winiarz oraz Mijan. Materiał był promowany wideoklipami do piosenek „Zbyt ludzki” i „StandART”. W latach późniejszych zespół związał się z należąca do katowickiego rapera – Miuosha wytwórnią Fandango Records.
Pod koniec 2013 roku grupa gościła na debiucie płytowym rapera Mam Na Imię Aleksander – Nie myśl o mnie źle w utworze pt. „Muszę zrobić to sam”. Raperzy wystąpili także w wideoklipie zrealizowany do tejże piosenki. Następnie muzycy gościli na płycie Tuszu Na Rękach – W brzuchu bestii. 19 lutego 2014 roku nakładem Fandango Records ukazał się minialbum Egoture pt. To przyszło samo. Materiał był promowany teledyskami do utworu tytułowego oraz do piosenki „Nie uciekaj”. 14 maja, także 2014 roku został wydany pierwszy album studyjny formacji zatytułowany Definicja ego. Płyta dotarła do 18. miejsca zestawienia najpopularniejszych płyt w Polsce (OLiS). W ramach promocji do pochodzących z wydawnictwa piosenek „Base Jumper” i „Obok tego” zostały zrealizowane teledyski.

## Dyskografia
Albumy
| W drodze do jutra           | - Data: wrzesień 2012 - Wydawca: So Fresh Label    | —  |
| To przyszło samo (EP)       | - Data: 19 lutego 2014 - Wydawca: Fandango Records | —  |
| Definicja ego               | - Data: 14 maja 2014 - Wydawca: Fandango Records   | 18 |
| "—" album nie był notowany. |                                                    |    |

Występy gościnne
| Album                                        | Rok  | Utwór                                                                         | Źródło |
| -------------------------------------------- | ---- | ----------------------------------------------------------------------------- | ------ |
| Mam Na Imię Aleksander – Nie myśl o mnie źle | 2013 | „Muszę zrobić to sam” (gościnnie: Egotrue)                                    | [ 5 ]  |
| Tusz Na Rękach – W brzuchu bestii            | 2013 | „Kilku ziomów, kilka sztuk” (gościnnie: Egotrue, Jot, Mam Na Imię Aleksander) | [ 14 ] |

## Teledyski
| Utwór                                             | Rok  | Reżyseria     | Album                 | Źródło |
| ------------------------------------------------- | ---- | ------------- | --------------------- | ------ |
| „StandART” (gościnnie: Maciej Żuk)                | 2012 | —             | W drodze do jutra     | [ 15 ] |
| „Zbyt ludzki”                                     | 2013 | —             | W drodze do jutra     | [ 16 ] |
| „Kaftan”                                          | 2013 | Marcin Baran  | —                     | [ 17 ] |
| „To przyszło samo”                                | 2014 | Grymuza       | To przyszło samo (EP) | [ 18 ] |
| „Nie uciekaj” (gościnnie: Mam Na Imię Aleksander) | 2014 | Grymuza       | To przyszło samo (EP) | [ 7 ]  |
| „Base Jumper"                                     | 2014 | Grymuza       | Definicja ego         | [ 8 ]  |
| „Obok tego"                                       | 2014 | Gabi Orłowska | Definicja ego         | [ 9 ]  |